# カステルノーヴォ・ディ・ソット
カステルノーヴォ・ディ・ソット（伊: Castelnovo di Sotto）は、イタリア共和国エミリア＝ロマーニャ州レッジョ・エミリア県にある、人口約8,500人の基礎自治体（コムーネ）。

## 地理

### 位置・広がり

#### 隣接コムーネ
隣接するコムーネは以下の通り。
- ボレット
- カデルボスコ・ディ・ソプラ
- カンページネ
- ガッターティコ
- グアルティエーリ
- ポヴィーリオ

### 気候分類・地震分類
カステルノーヴォ・ディ・ソットにおけるイタリアの気候分類 (it) および度日は、zona E, 2441 GGである。
また、イタリアの地震リスク階級 (it) では、zona 3 (sismicità bassa) に分類される。

## 行政

### 分離集落
カステルノーヴォ・ディ・ソットには、以下の分離集落（フラツィオーネ）がある。
- Case Melli, Meletole, San Savino, Villa Cogruzzo

## 人物

### 著名な出身者
- ステファノ・バルディーニ - マラソン選手